# Мола-ди-Бари
Мола-ди-Бари (итал. Mola di Bari) — коммуна в Италии, располагается в регионе Апулия, в провинции Бари.
Население составляет 25 919 человек (2008 г.), плотность населения составляет 490 чел./км². Занимает площадь 50 км². Почтовый индекс — 70042. Телефонный код — 080.
Покровителями коммуны почитаются Пресвятая Богородица (Maria Addolorata) и святой Архангел Михаил, празднование во второе воскресение сентября.
На территории коммуны находится замок Мола-ди-Бари.

## Демография
Динамика населения:

## Известные уроженцы и жители
- Никколо ван Вестерут — композитор.

## Города-побратимы
Мола-ди-Бари имеет отношения со следующими городами-побратимами:
- Педрахас-де-Сан-Эстебан, Испания, (с 2012)
- Бомпорто, Италия (с 2013)
- Оберн, Вашингтон, США (с 2016)[1]
- Тиват, Черногория (с 1969)